# Hóröplabda
A hóröplabda téli csapatsport, amelyet két háromfős csapat játszik egy hálóval elválasztott havas pályán. Mindkét csapat célja, hogy pontot szerezzen azáltal, hogy a labdát úgy juttatja át a háló felett, hogy az ellenfél térfelén érjen földet. Egy csapat legfeljebb háromszor érhet a labdához (egy játékos egymás után kétszer nem érintheti) ezután át kell tenni az ellenfél térfelére, a háló felett.
A sportág Ausztriából származik, a strandröplabda egyik változataként. A sportág nemzetközi irányító testülete a Nemzetközi Röplabda Szövetség (FIVB).

## Történelem
A röplabdát már évtizedek óta játsszák havon olyan téli sportokra építő országokban, mint Oroszország, Ausztria és Svájc. A korai időszakban külön kodifikált szabályok nélkül, a röplabda havon játszott változataként terjedt el.
Ausztriában és Svájcban a 90-es évek végén rendeztek nem hivatalos hóröplabda-versenyeket, mielőtt az ötlet 2008-ban Martin Kaswurm kezdeményezésére újra felbukkant. A sportág 2008-ban az ausztriai Wagrainban vált népszerűvé, és a következő évben létrehozták az első Snow Volleyball Tourt. 2011-ben az Osztrák Röplabda Szövetség hivatalos sportágként ismerte el. A kezdetben egész Ausztriában megrendezett Tour 2013-ra más európai országok állomásaira is kiterjedt. 2015 októberében az Európai Röplabda Szövetség (CEV) hivatalosan is felvette a sportágat, és 2016-ban megrendezte az első CEV Snow Volleyball European Tourt. Az első CEV hóröplabda Európa-bajnokság 2018 márciusában került megrendezésre Ausztriában. 2018 márciusában a CEV égisze alatt azóta évente megrendezésre került a hóröplabda Európa-túra, amelynek eseményeit olyan különböző országokban tartották, mint Ausztria, Csehország, Grúzia, Olaszország, Liechtenstein, Oroszország, Szlovénia, Svájc és Törökország, míg az első Európa-bajnokságra kvalifikáló nemzeti bajnokságokat 17 nemzeti szövetség rendezte 2018 telén.
Mivel a tervek szerint a hóröplabda a jövőbeni téli olimpiai játékok programjának részévé válna, az FIVB és a CEV korábbi strandröplabda-olimpikonokat toborzott, hogy a 2018-as téli olimpián bemutatót tartsanak a sportágból. Azóta több erőfeszítés történt a sportág globális részvételének növelésére. A 2018-19-es European Tour szezon első versenyén először az Egyesült Államok, Brazília és Kazahsztán csapatai kaptak meghívást.
2019-ben eközben elindult az első FIVB Snow Volleyball World Tour, az FIVB és a CEV által közösen rendezett két rendezvénnyel Wagrainben és Plan de Coronesban, majd az első Európán kívüli ilyen eseményt az argentin Barilochéban rendezték meg. A téli sportokban kevés hagyományokkal rendelkező országok, például Brazília és Argentína csapatai a Snow Volleyball World Tour bevezetésével megszerezhették első nemzetközi érmeiket bármilyen havas vagy jeges sportágban.

## Szabályok

#### Pálya és felszerelés
A hóröplabdát téglalap alakú, hóval borított pályán játsszák. A pálya 16 m (52,5 láb) hosszú és 8 m (26,2 láb) széles, és minden oldalról legalább 2 m (6 láb 6,7 in) széles szabad tér veszi körül. A hónak legalább 30 cm (11,8 in) mélynek kell lennie, és a lehető legegyenletesebbnek, valamint mentesnek kell lennie a potenciális veszélyforrásoktól, például a játékosok sérülését okozó kövektől és egyéb szennyeződésektől. A pályát egy 8,5 m (27,9 ft) hosszú és 1 m (3 ft 3,4 in) széles háló osztja egyenlő felekre. A háló teteje a férfiaknál 2,43 m (7 láb 11 11⁄16 in), a nőknél 2,24 m (7 láb 4 3⁄16 in) magasan van a pálya közepe felett. A háló mindkét oldalsó szélére egy 1,8 m (5 ft 10,9 in) hosszú és 10 mm (0,4 in) átmérőjű antenna van rögzítve. Az antennák a háló részének tekintendők, és 80 cm-rel a háló fölé nyúlnak, alkotva az oldalsó határokat, amelyeken belül a labda áthaladhat.
Az FIVB-szabályok szerint a labdának gömb alakúnak kell lennie, és rugalmas, vízálló anyagból kell készülnie, úgy, hogy megfeleljen a kültéri körülményeknek. A havon használt labda kerülete 66–68 cm, súlya pedig 260-280 g.
A játékosok thermoruházatot és a havon való tapadás érdekében stoplikkal ellátott cipőt viselnek.

#### Csapatok
Hosszú ideig a hóröplabdát a strandröplabdához hasonlóan 2 a 2 ellen játszották. Ez a 2018/2019-es szezon kezdetén 3 vs. 3 elleni játékra változott, hogy vonzóbbá tegyék a játékot és hosszabbá a labdameneteket. Egy csapat három kezdő- és egy cserejátékosból áll. Minden csapat szettenként legfeljebb két cserét hajthat végre.

#### Pontozás
Egy csapat akkor szerez pontot, ha: a labda az ellenfél térfelén landol; az ellenfél pályán kívülre üti a labdát; az ellenfél hibát követ el; vagy az ellenfél büntetést kap. Az a csapat szerzi meg a nyitás jogát, amelyik a pontot szerezte. A labda "out"-nak minősül, ha: teljes terjedelmével a vonalon kívül ér földet (a labda bent van, ha bármely része érinti az oldalvonalat vagy a végvonalat); a pályán kívül ér hozzá egy tárgyhoz vagy személyhez (aki nem játékos); érinti az antennát; nem halad át a labda a háló fölött és az antennák között a nyitást követően vagy a csapat harmadik érintése során; vagy a háló alatt halad át.
A szettet az a csapat nyeri, amelyik először ér el 15 pontot 2 pont különbséggel. A mérkőzésen az a csapat győz, amelyik először nyer 2 szettet.

## Különbségek a strandröplabdához képest
A strandröplabda egyik változataként született, a hóröplabda szabályai hasonlóak a strandváltozatához.  A játékfelület mellett a hó- és a strandröplabda közötti fő különbségek a pontozási rendszerben és a játékosok számában rejlenek. A strandváltozathoz hasonlóan a mérkőzések eredetileg a 2 győztes szettből álló, 21 pontig játszott mérkőzések voltak, két játékossal egy csapatban. 2018 decemberében az FIVB új szabályokat hagyott jóvá a hóröplabdára vonatkozóan, amelyek a pontozási rendszert a 15 pontig játszott 2 győztes szettre, a játékosok számát pedig három kezdő- és egy cserejátékosra változtatták egy csapatban. További különbség, hogy a strandröplabdától eltérően (a teremröplabdával megegyezően) a blokkolás utáni további három érintés megengedett, és a blokk után bármelyik játékos elvégezheti a következő érintést.
A csapatok a háló két oldalán helyezkednek el. Az egyik a nyitó, a másik pedig a fogadó csapat. A bemelegítés előtt a játékvezető pénzfeldobással határozza meg, hogy melyik csapat nyit először, és hogy a csapatok a pálya melyik oldalán kezdenek az első szettben. Ha harmadik, döntő szettre kerül sor, a harmadik szett előtt újabb pénzfeldobást kell végezni. A szett előtti pénzfeldobáskor meghatározott nyitási sorrendet a szett során végig meg kell tartani.
Minden egyes pontnál a nyitó csapat egyik játékosa kezdi a nyitást azzal, hogy a labdát feldobja a levegőbe, és úgy üti a labdát, hogy az a háló felett, az antennák között haladjon át az ellenfél térfelére. Az ellenfél csapata legfeljebb háromszor érintheti a labdát, és próbálja visszajuttatni azt az ellenfél oldalára, az egyes játékosok egymás után nem érinthetik kétszer a labdát. A három érintés általában először a bejátszásból, másodszor a feladásból áll, harmadszor pedig az ütésből (ugrás, az egyik kar felemelése a fej fölé és a labda megütése, hogy az gyorsan leérjen az ellenfél térfelén a földre) áll.  Azt a csapatot, amelyik a leírtak szerint próbálja támadni a labdát, támadó csapatnak hívják.
A védekező csapat megpróbálja megakadályozni, hogy a támadó csapat a térfelére üsse a labdát: a hálónál lévő játékos(ok) a háló teteje fölé (és ha lehetséges, a szintszalag fölé) ugrik(anak), és a támadott labda blokkolására a háló fölé nyúlnak. Ha a labdát a blokk körül, fölött vagy azon keresztül ütik, a blokkoló(k) mögött elhelyezkedő védekező játékos(ok) megpróbálja(k) a labdát általában alkarral irányítani/bejátszani. Ezt követően ők válnak a támadó csapattá.
A játék labdamenetekkel folytatódik, amíg a labda földet nem ér a megadott szabályokon és kereteken belül, vagy amíg hibát nem követnek el.
A csapatok minden 5 pont után térfelet cserélnek. Minden csapatnak szettenként egy 30 másodperces időkérése lehet.

## Híres magyar hóröplabda-játékosok
Szabó Dorottya

## Fordítás
Ez a szócikk részben vagy egészben  a   Snow volleyball című angol Wikipédia-szócikk ezen változatának fordításán alapul.  Az eredeti cikk szerkesztőit annak laptörténete sorolja fel. Ez a jelzés csupán a megfogalmazás eredetét és a szerzői jogokat jelzi, nem szolgál a cikkben szereplő információk forrásmegjelöléseként.